# Lederzeele
Lederzeele är en kommun i departementet Nord i regionen Hauts-de-France i norra Frankrike. Kommunen ligger i kantonen Wormhout som tillhör arrondissementet Dunkerque. År 2022 hade Lederzeele 705 invånare.

## Befolkningsutveckling
Antalet invånare i kommunen Lederzeele
| Referens: INSEE |